# منتخب السعودية لكرة الماء
منتخب السعودية الوطني لكرة الماء هو المنتخب الذي يمثل السعودية في منافسات كرة الماء للرجال، ويُديره الاتحاد السعودي لكرة الماء. فاز المنتخب بالميدالية البرونزية في ألعاب التضامن الإسلامي لسنة 2017.

## المشاركات والإنجازات

### بطولة العالم
- 1994 – لم تُشارك
- 1998 – لم تُشارك
- 2001 – لم تُشارك
- 2009 – لم تُشارك
- 2011 – لم تُشارك
- 2013 – لم تُشارك
- 2015 – لم تُشارك
- 2017 – لم تُشارك
- 2019 – لم تُشارك

### بطولة العالم لكرة الماء فينا
- 2012 – لم تُشارك
- 2017 – لم تُشارك

### الألعاب الآسيوية
- 1962 – لم تُشارك
- 1966 – لم تُشارك
- 1970 – لم تُشارك
- 1974 – لم تُشارك
- 1978 – لم تُشارك
- 1982 – الدور الأول
- 1986 – لم تُشارك
- 1990 – لم تُشارك
- 1994 – لم تُشارك
- 1998 – لم تُشارك
- 2002 – لم تُشارك
- 2006 – المركز السادس
- 2010 – المركز السابع
- 2014 – لم تُشارك
- 2018 – المركز السابع[2][3]

### كأس آسيا
- 2010 – لم تُشارك
- 2012 – لم تُشارك
- 2013 – لم تُشارك

### ألعاب التضامن الإسلامي
- 2017 –  برونزية